# Heather Watsonová
Heather Miriam Watsonová (* 19. května 1992 Guernsey) je britská profesionální tenistka. Ve smíšené čtyřhře triumfovala s Finem Henrim Kontinenem ve Wimbledonu 2016 a skončila jako poražená finalistka ve Wimbledonu 2017.
Na žebříčku WTA byla ve dvouhře nejvýše klasifikována v lednu 2015 na 38. místě a ve čtyřhře v dubnu 2013 na 45. místě. Trénuje ji Diego Veronelli. Dříve tuto roli plnil Morgan Phillips. V červenci 2012 se poprvé stala britskou ženskou jedničkou, když na této pozici vystřídala Anne Keothavongovou.
V juniorském tenise zvítězila na US Open 2009 po závěrečné výhře nad Ruskou Janou Bučinovou. Na juniorském kombinovaném žebříčku ITF nejvýše figurovala na 3. místě. V letech 2009–2011 strávila převážnou část kariéry na okruhu ITF, na níž vyhrála sedm turnajů ve dvouhře a tři ve čtyřhře, první z nich v červenci 2009 v anglickém Frinton-On-Sea.
Na okruhu WTA Tour získala čtyři tituly ve dvouhře, když debutový z nich si připsala na HP Open 2012 v Osace po finálové výhře nad Čang Kchaj-čen. Stala se tak první britskou šampionkou po dvaceti čtyřech letech. Ve čtyřhře túry WTA přidala pět trofejí. S Erakovicovou ovládla Bank of the West Classic 2012 ve Stanfordu a srpnový Texas Tennis Open 2012 v Dallasu. Třetí vavřín doplnila s Panovovou na Baku Cupu 2014, čtvrtý po boku Mariové na acapulském Abierto Mexicano Telcel 2018 a pátý s Wickmayerovou na Poland Open 2023.

## Týmové soutěže

### Billie Jean King Cup
Ve britském týmu Billie Jean King Cupu debutovala v roce 2011 v ejlatským základním blokem 1. skupiny zóny Evropy a Afriky proti Švýcarsku. Debut zahájila prohrou v singlu a vítězstvím ve čtyřhře. Velká Británie do baráže neprošla. Do dubna 2024 v soutěži nastoupila k třiceti pěti mezistátním utkáním s bilancí 23–12 ve dvouhře a 8–3 ve čtyřhře.

### Letní olympijské hry
Velkou Británii reprezentovala na londýnských Hrách XXX. olympiády, kde ve dvouhře prohrála ve druhém kole se čtrnáctou nasazenou Ruskou Marií Kirilenkovou. V ženské čtyřhře pak s Laurou Robsonovou nestačily v prvním kole na turnajové pětky Angelique Kerberovou a Sabine Lisickou z Německa.
Zúčastnila se také riodejaneirských Her XXXI. olympiády, kde ve druhém kole dvouhry podlehla patnácté nasazené Ukrajince Elině Svitolinové. Spolu s Johannou Kontaovou v ženské čtyřhře skončily ve druhé fázi na raketách tchajwanského třetího nasazeného páru sester Chao-čching a Jung-žan Čanových. Ve čtvrtfinále opustila smíšenou soutěž po boku Andyho Murrayho, do níž nastoupili z pozice náhradníků po odstoupení Nadala s Muguruzaovou.

## Juniorská kariéra
Juniorskou kariéru odstartovala zlatou medailí z Her Commonwealthu mládeže 2008, které se konaly v indickém městě Puné. Ve finále porazila indickou tenistku Kyru Shroffovou1. Ženské čtyřhry se nezúčastnila. Další vítězství si připsala na juniorském grandslamu US Open 2009, když ve finále přehrála Janu Bučinovou. Společně s Tímeou Babosovou prohrály finále French Open 2009, když podlehly páru Bodganová a Lertčívakarnová.
Na Australian Open 2009 se probojovala do čtvrtfinále dvouhry, ve kterém padla s Xeniji Pervakovou. Další čtvrtfinále, tentokrát čtyřhry, si zahrála s Britkou Tarou Mooreovou ve Wimbledonu 2008.

## Profesionální kariéra

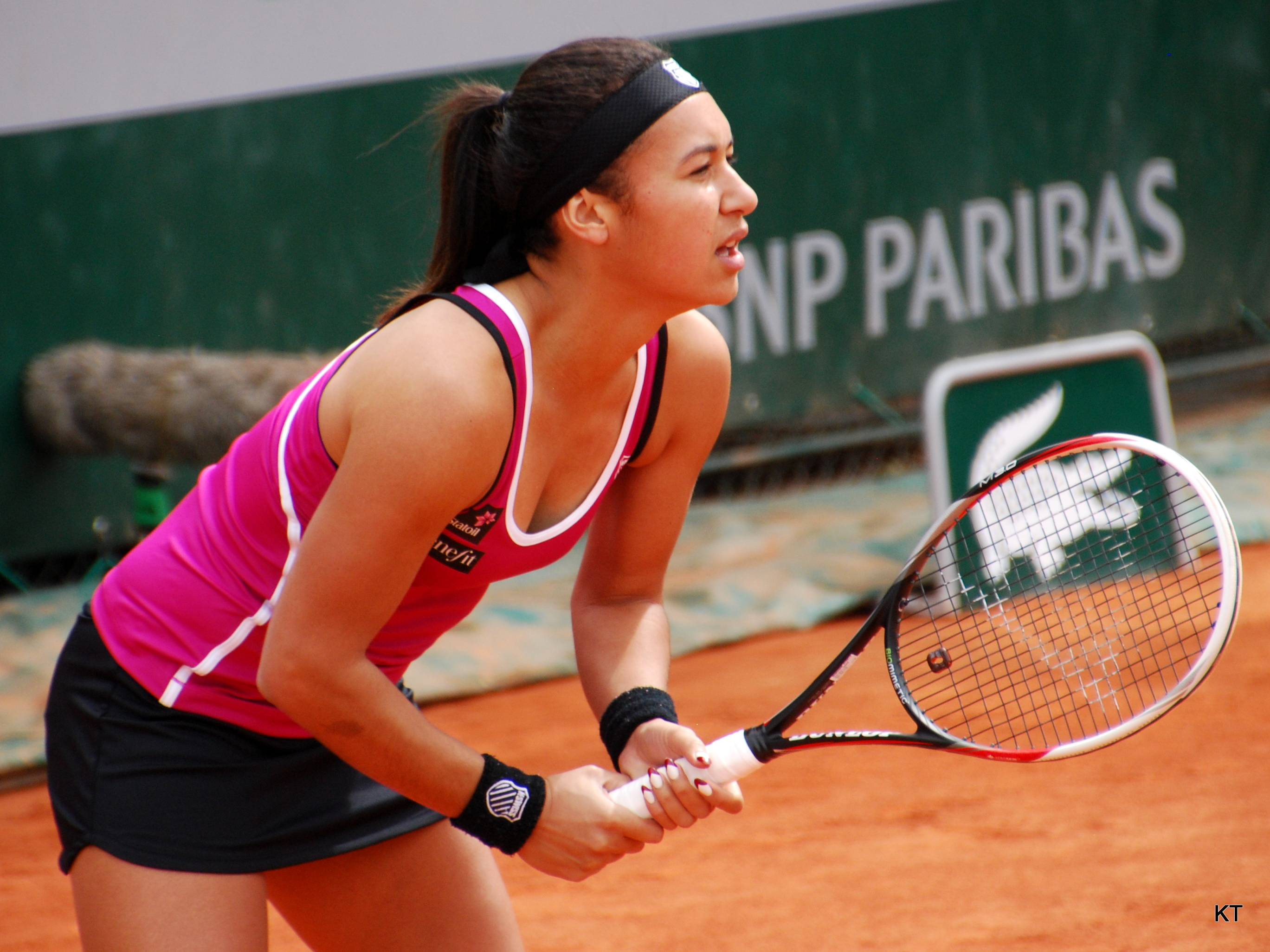
Příjem na French Open 2013

Ostrovní Guernsey reprezentovala na Hrách Commonwealthu v Dillí, kde skončila ve čtvrtfinále ve dvouhře i ve smíšené čtyřhře. Na French Open 2011 vyhrála jako první britská hráčka po sedmnácti letech zápas v hlavní soutěži, když porazila Stéphanii Foretzovou Gaconovou.

### 2014
Sezónu sezónu zahájila na turnaji v Brisbane, kde prošla přes kvalifikaci do prvního kola, ve kterém podlehla Dominice Cibulkové. V Sydney vypadla v kvalifikaci, když podlehla Bethanii Mattekové-Sandsové. Na Australian Open 2014 prošla kvalifikací do prvního kole, ve kterém podlehla Daniele Hantuchové.
Za britský tým nastoupila v euroafrické zóně Fed Cupu o postup do baráže druhé Světové skupiny. V první skupině vyhrála všechny čtyři dvouhry, ale Británie přesto do baráže neprošla. Na začátku února si na turnaji v Midlandu připsala dva tituly. Singlovou trofej získala po výhře nad Xeniji Pervakovou. Čtyřhru ovládla s Annou Tatišviliovou, když porazily pár Sharon Fichmanová a Maria Sanchezová. Na mexickém Abierto Mexicano Telcel v Acapulku neprošla kvalifikací, jíž následně zvládla na kalifornském BNP Paribas Open. Ve druhém kole indianwellské dvouhry však nestačila na Agnieszku Radwańskou. Na Sony Open Tennis v Key Biscayne startovala na divokou kartu. Prohrála v prvním kole s Francouzkou Virginii Razzanovou.

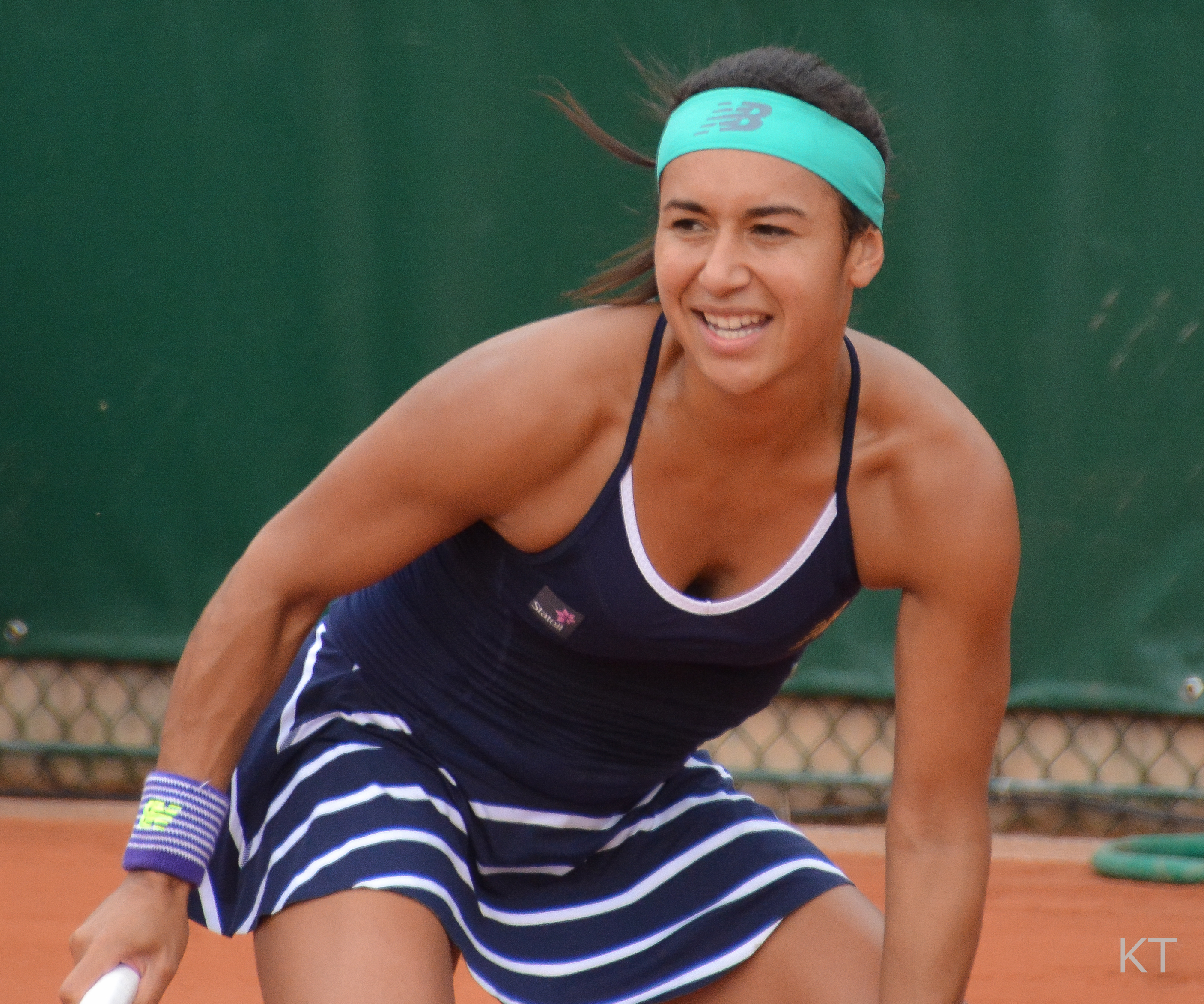
Během French Open 2016

Antukovou sezónu zahájila na turnaji ITF v Cagnes-sur-Mer, kde vypadla ve čtvrtfinále s Kiki Bertensovou. Druhý titul v sezóně si připsala na Sparta Prague Open, když soutěží prošla bez ztráty setu. Ve finále zdolala Slovenku Annu Karolínu Schmiedlovou.

### 2015
Na lednovém Hobart Internationa získala druhý titul na okruhu WTA. Ve finále přehrála Američanku Madison Brengleovou.
Ve Wimbledonu porazila Caroline Garciaovou a Danielu Hantuchovou, než ji zastavila pozdější vítězka Serena Williamsová. V rozhodující sadě přitom ztratila vedení 3–0 na gamy a náskok dvou prolomených podání. Na servisu však nevyužila gamebol na vedení 4–0, a následně ani vedení 5–4, kdy šla podávat na ukončení zápasu. Williamsová svou 24. výhru na Grand Slamu v řadě komentovala slovy: „Budu upřímná. Nevím, jak se mi povedlo vyhrát, sama jsem v to rozhodně nedoufala.“

### Singlová bilance na Grand Slamu
Na melbournském Australian Open postoupila nejdále do třetího kola v roce 2013. Na French Open se v letech 2011–2018 probojovala do druhého kola. Grandslamového maxima dosáhla ve Wimbledonu 2022, kde prohrála až ve čtvrtfinále. Na US Open v letech 2011–2021, s výjimkou roku 2019, ani jednou neprošla přes první kolo. V newyorské kvalifikaci 2022 se probojovala do závěrečného, třetího kvalifikačního kola, kde ji vyřadila 17letá Češka Sára Bejlek ve třech setech.

## Soukromý život
Pochází z rodiny Iana a Michelle Watsonovových. Matka má kořeny na Papui Nové Guineji a otec v Anglii. Má bratra Adama a sestry Stephanii a Julii. V sedmi letech začala začala hrát tenis a o pět let později nastoupila do Tenisové akademie Nicka Bollettieriho na Floridě.
V letech 2016–2018 udržovala partnerský vztah s britským tenistou Lloydem Glasspoolem. Mezi roky 2019–2022 byl jejím přítelem fotbalista Courtney Duffus, hráč Yeovil Townu a Morecamby.

## Finále na Grand Slamu

### Smíšená čtyřhra: 2 (1–1)
| Stav       | rok  | turnaj    | povrch | spoluhráč      | soupeři ve finále                          | výsledek      |
| ---------- | ---- | --------- | ------ | -------------- | ------------------------------------------ | ------------- |
| Vítězka    | 2016 | Wimbledon | tráva  | Henri Kontinen | Robert Farah Maksúd Anna-Lena Grönefeldová | 7–6(7–5), 6–4 |
| Finalistka | 2017 | Wimbledon | tráva  | Henri Kontinen | Jamie Murray Martina Hingisová             | 4–6, 4–6      |

## Finále na okruhu WTA Tour
| Legenda                                      |
| -------------------------------------------- |
| D – dvouhra; Č – čtyřhra                     |
| Grand Slam (0)                               |
| Turnaj mistryň (0)                           |
| Premier Mandatory & Premier 5 / WTA 1000 (0) |
| Premier / WTA 500 (1–2 Č)                    |
| International / WTA 250 (4–1 D; 4–7 Č)       |

### Dvouhra: 5 (4–1)
| Stav       | č. | datum          | turnaj            | povrch | soupeřka ve finále  | výsledek            |
| ---------- | -- | -------------- | ----------------- | ------ | ------------------- | ------------------- |
| Vítězka    | 1. | 14. října 2012 | Ósaka, Japonsko   | tvrdý  | Čang Kchaj-čen      | 7–5, 5–7, 7–6(7–4)  |
| Vítězka    | 2. | 17. ledna 2015 | Hobart, Austrálie | tvrdý  | Madison Brengleová  | 6–3, 6–4            |
| Vítězka    | 3. | 6. března 2016 | Monterrey, Mexiko | tvrdý  | Kirsten Flipkensová | 3–6, 6–2, 6–3       |
| Finalistka | 1. | 13. října 2019 | Tchien-ťin, Čína  | tvrdý  | Rebecca Petersonová | 4–6, 4–6            |
| Vítězka    | 4. | 29. února 2020 | Acapulco, Mexiko  | tvrdý  | Leylah Fernandezová | 6–4, 6–7(8–10), 6–1 |

### Čtyřhra: 14 (5–9)
| Stav       | č. | datum             | turnaj                            | povrch    | spoluhráčka           | soupeřky ve finále                        | výsledek                   |
| ---------- | -- | ----------------- | --------------------------------- | --------- | --------------------- | ----------------------------------------- | -------------------------- |
| Vítězka    | 1. | 16. července 2012 | Stanford, Spojené státy           | tvrdý     | Marina Erakovicová    | Jarmila Gajdošová Vania Kingová           | 7–5, 7–6(9–7)              |
| Vítězka    | 2. | 25. srpna 2012    | Dallas, Spojené státy             | tvrdý     | Marina Erakovicová    | Līga Dekmeijereová Irina Falconiová       | 6–3, 6–0                   |
| Finalistka | 1. | 16. září 2012     | Québec, Kanada                    | tvrdý (h) | Alicja Rosolská       | Tatjana Maleková Kristina Mladenovicová   | 6–7(5–7), 7–6(8–6), [7–10] |
| Finalistka | 2. | 14. října 2012    | Ósaka, Japonsko                   | tvrdý     | Kimiko Dateová        | Raquel Kopsová-Jonesová Abigail Spearsová | 1–6, 4–6                   |
| Vítězka    | 3. | 27. července 2014 | Baku, Ázerbájdžán                 | tvrdý     | Alexandra Panovová    | Ioana Raluca Olaruová Šachar Pe'erová     | 6–2, 7–6(7–3)              |
| Finalistka | 3. | 16. října 2016    | Hongkong, Čína                    | tvrdý     | Naomi Broadyová       | Čan Chao-čching Čan Jung-žan              | 3–6, 1–6                   |
| Vítězka    | 4. | 3. března 2018    | Acapulco, Mexiko                  | tvrdý     | Tatjana Mariová       | Kaitlyn Christianová Sabrina Santamariová | 7–5, 2–6, [10–2]           |
| Finalistka | 4. | 17. června 2018   | Nottingham, Spojené království    | tráva     | Mihaela Buzărnescuová | Alicja Rosolská Abigail Spearsová         | 3–6, 6–7(5–7)              |
| Finalistka | 5. | 24. února 2019    | Budapešť, Maďarsko                | tvrdý (h) | Fanny Stollárová      | Věra Zvonarevová Jekatěrina Alexandrovová | 4–6, 6–4, [7–10]           |
| Finalistka | 6. | 20. března 2021   | Monterrey, Mexiko                 | tvrdý     | Čeng Saj-saj          | Caroline Dolehideová Asia Muhammadová     | 2–6, 3–6                   |
| Finalistka | 7. | 18. června 2023   | Nottingham, Spojené království    | tráva     | Harriet Dartová       | Ulrikke Eikeriová Ingrid Neelová          | 6–7(6–8), 7–5, [8–10]      |
| Vítězka    | 5. | 30. července 2023 | Varšava, Polsko                   | tvrdý     | Yanina Wickmayerová   | Weronika Falkowská Katarzyna Piterová     | 6–4, 6–4                   |
| Finalistka | 8. | 7. ledna 2024     | Brisbane, Austrálie               | tvrdý     | Greet Minnenová       | Ljudmyla Kičenoková Jeļena Ostapenková    | 5–7, 2–6                   |
| Finalistka | 9. | 11. února 2024    | Abú Zabí, Spojené arabské emiráty | tvrdý     | Linda Nosková         | Sofia Keninová Bethanie Mattek-Sandsová   | 4–6, 6–7(4–7)              |

## Finále série WTA 125
| Legenda                  |
| ------------------------ |
| D – dvouhra; Č – čtyřhra |
| WTA 125 (0–2 Č)          |

### Čtyřhra: 2 (0–2)
| Stav       | č. | datum         | turnaj                    | povrch    | spoluhráčka          | soupeřky ve finále                         | výsledek      |
| ---------- | -- | ------------- | ------------------------- | --------- | -------------------- | ------------------------------------------ | ------------- |
| Finalistka | 1. | říjen 2023    | Tampico, Mexiko           | tvrdý     | Sabrina Santamariová | Kamilla Rachimovová Anastasija Tichonovová | 6–7(5–7), 2–6 |
| Finalistka | 2. | prosinec 2023 | Andorra la Vella, Andorra | tvrdý (h) | Tímea Babosová       | Erika Andrejevová Céline Naefová           | 1–6, 2–6      |

## Finále na okruhu ITF
| Dotace turnajů okruhu ITF | Dotace turnajů okruhu ITF |
| ------------------------- | ------------------------- |
| 100 000 $ tournaments     | 80 000 $ tournaments      |
| 75 000 $ tournaments      | 60 000 $ tournaments      |
| 40 000 $ tournaments      | —                         |
| 50 000 $ tournaments      | 25 000 $ tournaments      |
| 15 000 $ tournaments      | 10 000 $ tournaments      |

### Dvouhra: 13 (7–6)
| Stav       | č. | datum              | turnaj                             | povrch    | soupeřka ve finále        | výsledek           |
| ---------- | -- | ------------------ | ---------------------------------- | --------- | ------------------------- | ------------------ |
| Vítězka    | 1. | 14. července 2009  | Frinton-On-Sea, Spojené ktálovství | tráva     | Anna Fitzpatricková       | 4–6, 6–4, 6–2      |
| Vítězka    | 2. | 20. července 2010  | Wrexham, Spojené ktálovství        | tvrdý     | Sania Mirzaová            | 6–2, 6–4           |
| Vítězka    | 3. | 11. listopadu 2010 | Toronto, Kanada                    | tvrdý (h) | Alizé Limová              | 6–3, 6–3           |
| Finalistka | 1. | 24. září 2011      | Shrewsbury, Spojené ktálovství     | tvrdý (h) | Mona Barthelová           | 0–6, 3–6           |
| Vítězka    | 4. | 16. února 2014     | Midland, Spojené státy             | tvrdý (h) | Xenija Pervaková          | 6–4, 6–0           |
| Vítězka    | 5. | 18. května 2014    | Praha, Česko                       | antuka    | Anna Karolína Schmiedlová | 7–6(5), 6–0        |
| Finalistka | 2. | 11. června 2017    | Surbiton, Spojené království       | tráva     | Magdaléna Rybáriková      | 4–6, 5–7           |
| Finalistka | 3. | 19. srpna 2018     | Vancouver, Kanada                  | tvrdý     | Misaki Doiová             | 7–6(7–4), 1–6, 4–6 |
| Vítězka    | 6. | květen 2019        | Fukuoka, Japonsko                  | koberec   | Zarina Dijasová           | 7–6(7–1), 7–6(7–4) |
| Vítězka    | 7. | 19. srpna 2019     | Vancouver, Kanada                  | tvrdý     | Sara Sorribes Tormová     | 7–5, 6-4           |
| Finalistka | 4. | říjem 2022         | Glasgow, Spojené království        | tvrdý (h) | Juriko Mijazakiová        | 7–5, 6–7(5–7), 2–6 |
| Finalistka | 5. | únor 2023          | Glasgow, Spojené království        | tvrdý (h) | Marie Benoîtová           | 6–3, 4–6, 1–6      |
| Finalistka | 6. | duben 2023         | Calvi, Francie                     | tvrdý     | Lucrezia Stefaniniová     | 2–6, 6–3, 3–6      |

### Čtyřhra: 7 (4–3)
| Stav       | č. | datum           | turnaj                         | povrch    | spoluhráčka         | soupeřky ve finále                        | výsledek         |
| ---------- | -- | --------------- | ------------------------------ | --------- | ------------------- | ----------------------------------------- | ---------------- |
| Finalistka | 1. | 18. března 2012 | Clearwater, Spojené státy      | tvrdý     | Naomi Broadyová     | Jekaterine Gorgodzeová Alyona Sotnikovová | 3–6, 2–6         |
| Finalistka | 2. | 9. června 2012  | Nottingham, Spojené ktálovství | tráva     | Laura Robsonová     | Eleni Daniilidou Casey Dellacquová        | 4–6, 2–6         |
| Vítězka    | 1. | 16. února 2014  | Midland, Spojené státy         | tvrdý (h) | Anna Tatišviliová   | Sharon Fichmanová Maria Sanchezová        | 7–5, 5–7, [10–6] |
| Vítězka    | 2. | 20. května 2017 | Trnava, Slovensko              | antuka    | Naomi Broadyová     | Čuang Ťia-žung Renata Voráčová            | 6–3, 6–2         |
| Vítězka    | 3. | květen 2019     | Fukuoka, Japonsko              | koberec   | Naomi Broadyová     | Kristie Ahnová Alison Baiová              | bez boje         |
| Finalistka | 3. | červen 2019     | Surbiton, Spojené ktálovství   | tráva     | Yanina Wickmayerová | Jennifer Bradyová Caroline Dolehideová    | 3–6, 4–6         |
| Vítězka    | 4. | říjen 2023      | Quinta do Lago, Portugalsko    | tvrdý     | Olivia Gadecká      | Francisca Jorgeová Matilde Jorgeová       | 6–4, 6–1         |

## Finále na juniorském Grand Slamu

### Dvouhra juniorek: 1 (1–0)
| Stav    | rok  | turnaj  | povrch | soupeřka ve finále | výsledek |
| ------- | ---- | ------- | ------ | ------------------ | -------- |
| Vítězka | 2009 | US Open | tvrdý  | Jana Bučinová      | 6–4, 6–1 |

### Čtyřhra juniorek: 1 (0–1)
| Stav       | rok  | turnaj      | povrch | spoluhráčka    | soupeřky ve finále                       | výsledek         |
| ---------- | ---- | ----------- | ------ | -------------- | ---------------------------------------- | ---------------- |
| Finalistka | 2009 | French Open | antuka | Tímea Babosová | Elena Bogdanová Noppavan Lertčívakarnová | 3–6, 6–3, [10–8] |

## Postavení na konečném žebříčku WTA

### Dvouhra
| Rok    | 2009 | 2010   | 2011  | 2012  | 2013   | 2014  | 2015  | 2016  | 2017  | 2018   | 2019  | 2020  | 2021  | 2022   | 2023   |
| Pořadí | 588. | ▲ 176. | ▲ 92. | ▲ 49. | ▼ 119. | ▲ 50. | ▼ 54. | ▼ 77. | ▲ 74. | ▼ 101. | ▲ 92. | ▲ 59. | ▼ 73. | ▼ 133. | ▼ 169. |

### Čtyřhra
| Rok    | 2009 | 2010   | 2011   | 2012  | 2013   | 2014   | 2015   | 2016  | 2017   | 2018  | 2019   | 2020   | 2021   | 2022   | 2023  |
| Pořadí | 589. | ▲ 254. | ▲ 172. | ▲ 52. | ▼ 135. | ▲ 131. | ▲ 102. | ▲ 72. | ▼ 123. | ▲ 50. | ▼ 113. | ▼ 163. | ▲ 112. | ▼ 115. | ▲ 88. |